# Irisi (slika)
Irisi (fr. Les Iris) je jedna od mnogih slika i grafika nizozemskog slikara Vincenta van Gogha na kojima su prikazani irisi. Irise je naslikao dok je živio u sanatoriju Saint Paul-de-Mausole u mjestu Saint-Rémy-de-Provence, Francuska, u posljednjoj godini života 1890. godine.
Slika je nastala u svibnju 1889. godine, prije njegova prvog psihičkog napada. Na slici nedostaje ona napetost koja obilježava njegove posljednje slike. Van Gogh je sliku nazvao „gromobranom za moju bolest” jer je smatrao da ga jedino slikarstvo može sačuvati od potpunog gubitka razuma. 
Na sliku, kao i na brojne druge njegove slike iz tog razdoblja, utjecalo je japansko ukiyo-e slikarstvo drvorezima. Sličnosti su u snažnim obrisnim linijama, neobičnim kutovima, uključujući krupni kadar, i plošna uporaba lokalnih boja bez modeliranja svjetlom. Van Gogh je smatrao ovu sliku studijom te zbog toga ne postoje skice ili crteži za nju. No, njegov brat Theo je smatrao da je dovoljno dobra da, zajedno sa slikom Zvjezdano nebo iznad Rhone, sudjeluje na godišnjoj izložbi Društva neovisnih umjetnika (Société des Artistes Indépendants) u Parizu, u rujnu 1889. Theo je pisao bratu o izložbi i spomenuo je sliku: „Dojmljiva oku izdaleka. Irisi su lijepa studija puna zraka i života.”
Prvi vlasnik slike bio je Julien "Père" Tanguy, proizvođač boja i preprodavač umjetnina čiji je portret van Gogh naslikao tri puta. God. 1892. Tanguy ju je za 300 franaka prodao kritičaru i anarhistu Octaveu Mirbeau koji je bio jedan od prvih ljubitelja van Goghova slikarstva. Kasnije je završila u posjedu Joan Whitney Payson iz New Yorka.
God. 1987. u aukcijskoj kući Sotheby's u New Yorku prodana je za tada rekordnih 53,9 milijuna $ australskom poduzetniku Alanu Bondu, postavši najskupljom slikom na svijetu; rekord koji je držala pune dvije i pol godine. Alan Bond nije mogao platiti sliku i Irisi su preprodani (vjerojatno za nešto manju cijenu) muzeju Getty.